# Beatles Museum (Alkmaar)
Het Beatles Museum  is een museum over de voormalige Britse popgroep The Beatles. Het werd in 1981 opgericht in Krommenie en is sinds 1995 gevestigd in de Noord-Hollandse stad Alkmaar. Na verschillende verhuizingen binnen deze stad is het sinds 2016 gevestigd aan de Pettemerstraat op loopafstand van het Centraal Station.

## Geschiedenis
Het museum werd op 6 juni 1981 opgericht door Azing Moltmaker. Het was toen gevestigd op een kamer van 40 m² in Krommenie. Hiermee opende hij het eerste museum wereldwijd dat geheel aan The Beatles was gewijd. In 1995 verplaatste hij het museum naar de Laat in Alkmaar. In deze stad kende het tot nu acht opeenvolgende vestigingen. De heropening op 29 november 2014 aan de Noorderkade werd verricht door drie burgemeesters: Piet Bruinooge van Alkmaar, Rob van der Riet van Drechterland en Jan Broekhuis van Hillegom. In de laatste twee gemeenten hebben The Beatles in de jaren zestig opgetreden. Tijdens deze heropening werd oprichter Moltmaker door burgemeester Bruinooge onderscheiden met een gouden ere-insigne van Alkmaar voor zijn langdurige inzet voor het museum. 
Op 4 juni 2016 vond de heropening aan de Pettemerstraat 12a plaats, waar het voor tien jaar heeft getekend. De oppervlakte van dit museum is 1.200 m², iets kleiner dan de vestiging aan de Noorderkade, die 1.540 m² bedroeg. Het museum behoort tot de grotere Beatles-musea ter wereld.

## Collectie
Het museum beschikt over een groot aantal voorwerpen van en over de voormalige Britse popgroep. Zo worden er onder meer kleding en attributen getoond die de leden van de band droegen en gebruikten tijdens hun eerste optreden in Nederland. Dit was op 6 juni 1964 in het nabijgelegen Blokker in de gemeente Drechterland. Verder worden er instrumenten van de band getoond en is er een uitgebreide collectie met betrekking tot gitarist en activist John Lennon te zien. Op 10 december 2021 werd de collectie van het Elvis Presley Museum uit Culemborg overgenomen.
In 2025 nam het Beatlesmuseum afscheid van de Elviscollectie, om zich geheel op de Beatlescollectie te kunnen richten.

## Galerij

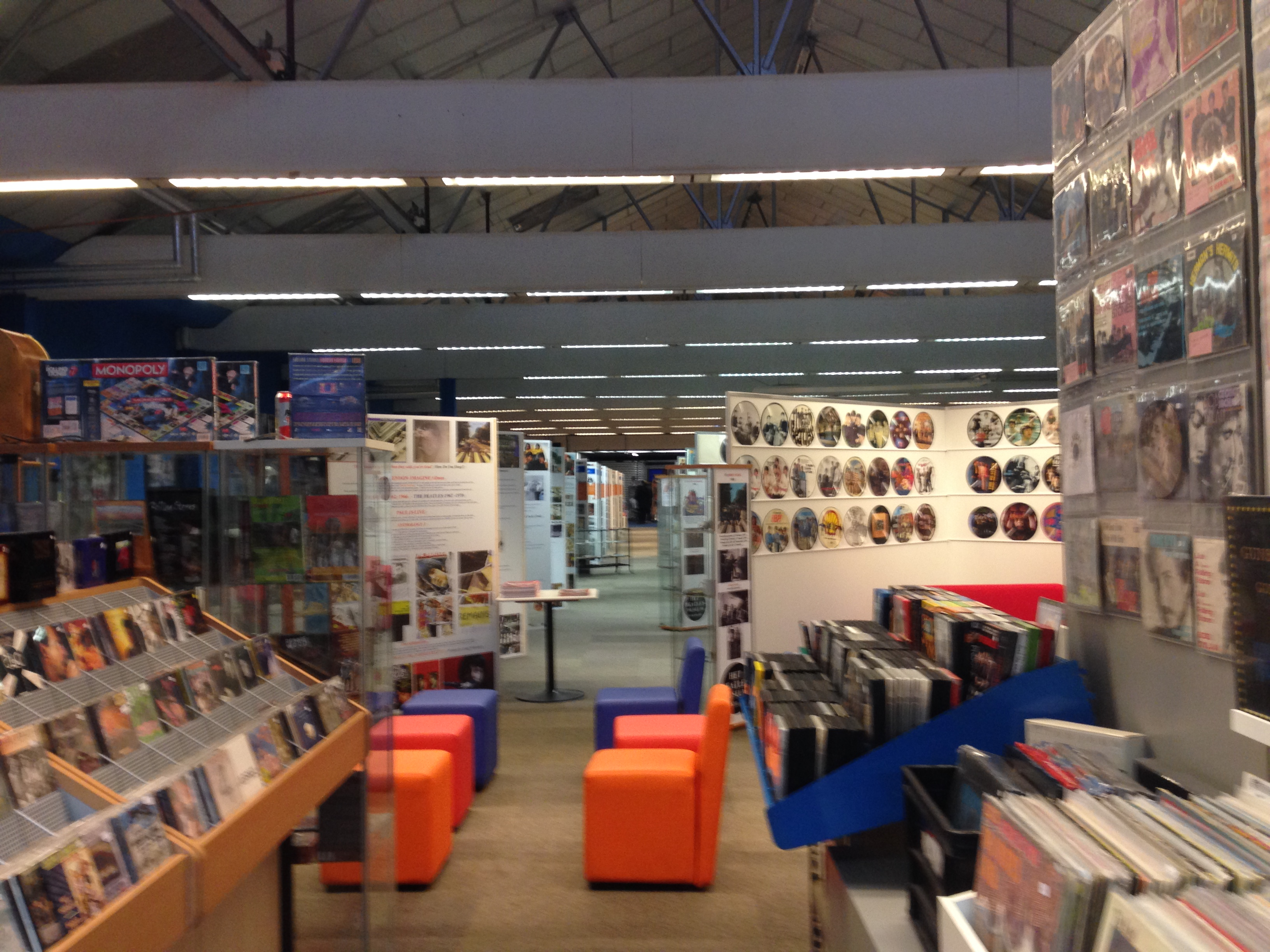
Blik in het museum
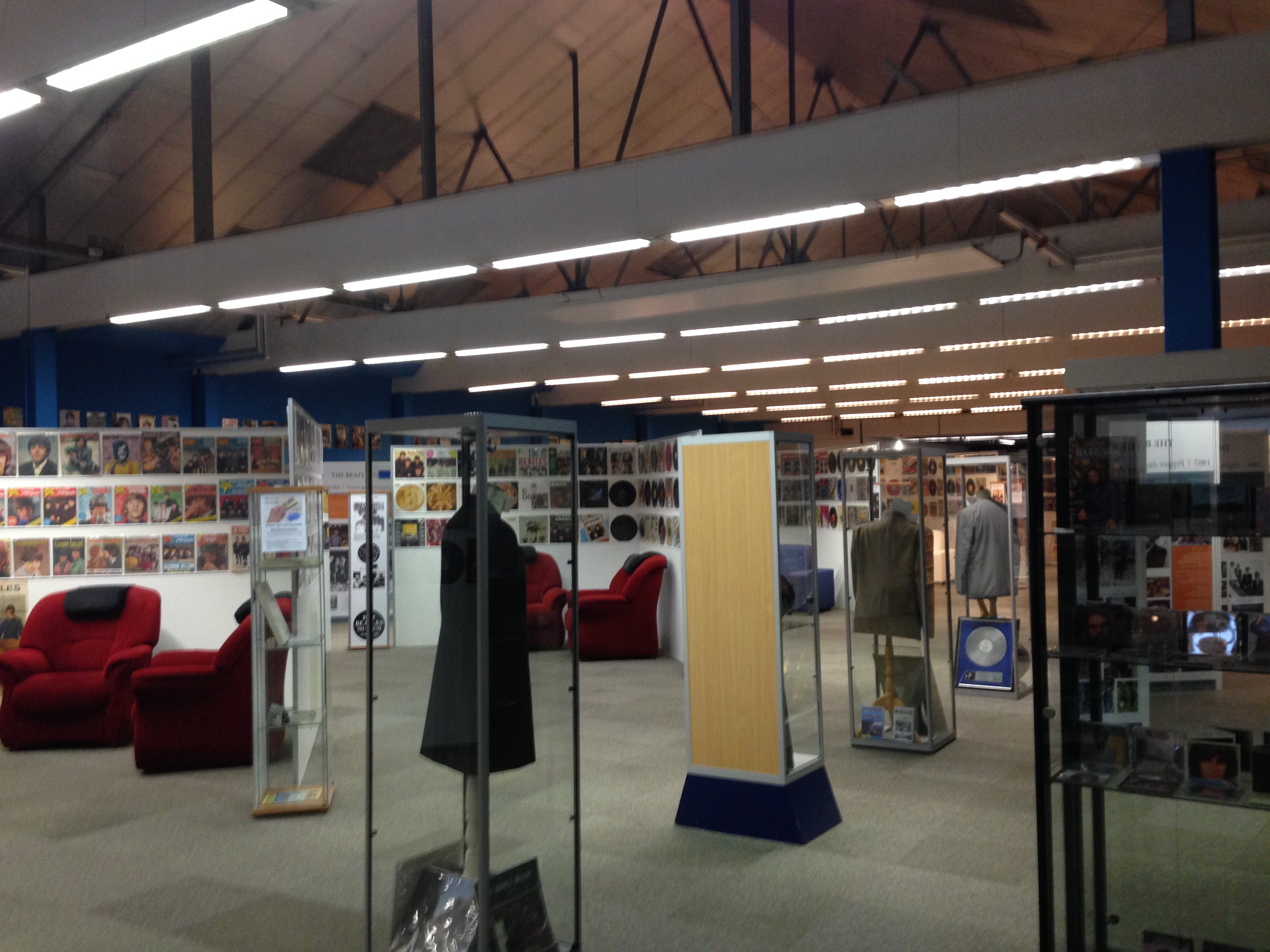
Pakken van de Beatles
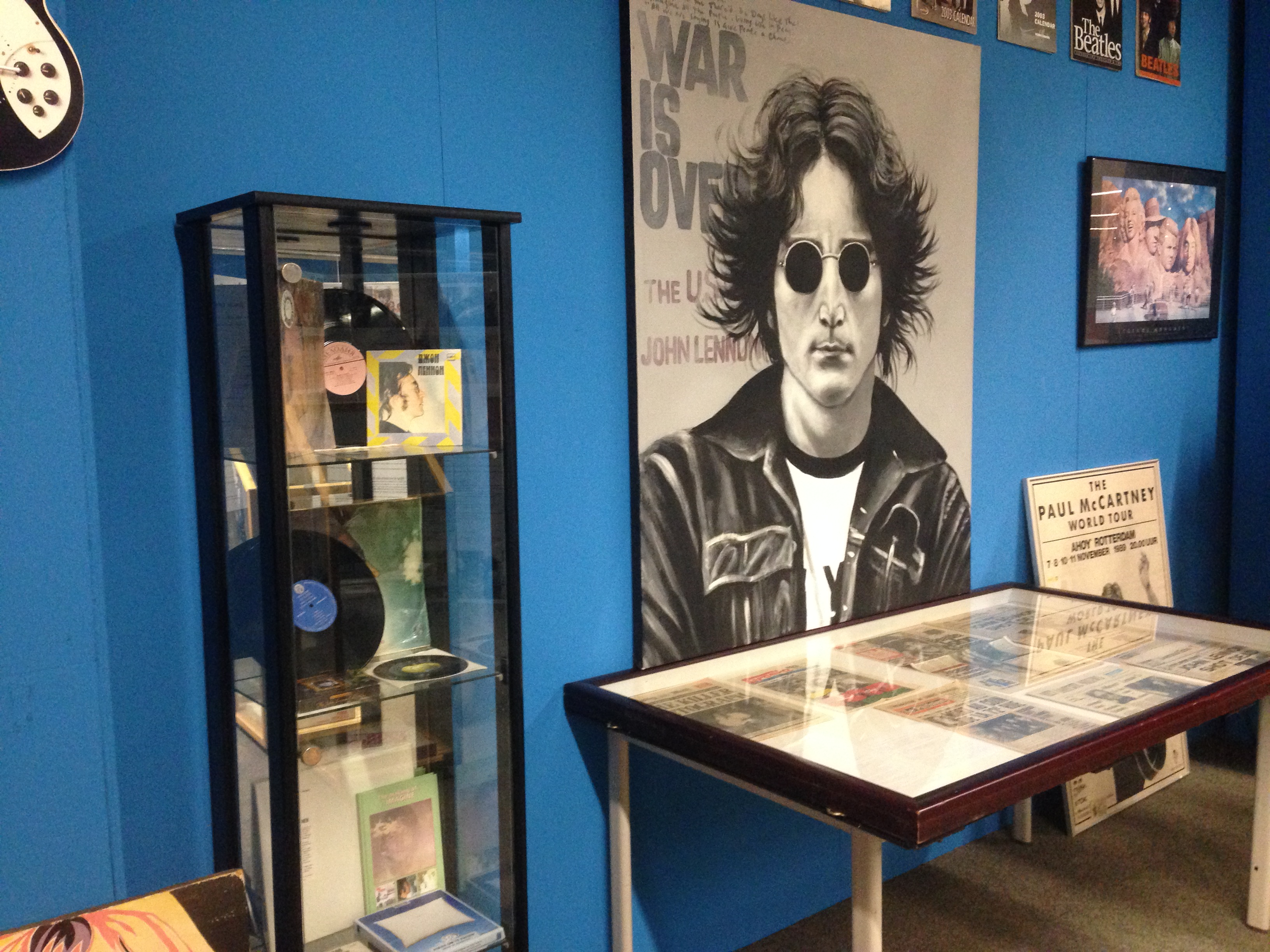
Nagedachtenis aan John Lennon